# Cabrières (Hérault)
Cabrières is een gemeente in het Franse departement Hérault (regio Occitanie) en telt 413 inwoners (2005). De gemeente werd op 1 januari 2017 overgeheveld  van het arrondissement Béziers naar het arrondissement Lodève.

## Geografie
De oppervlakte van Cabrières bedraagt 27,9 km², de bevolkingsdichtheid is 14,8 inwoners per km².

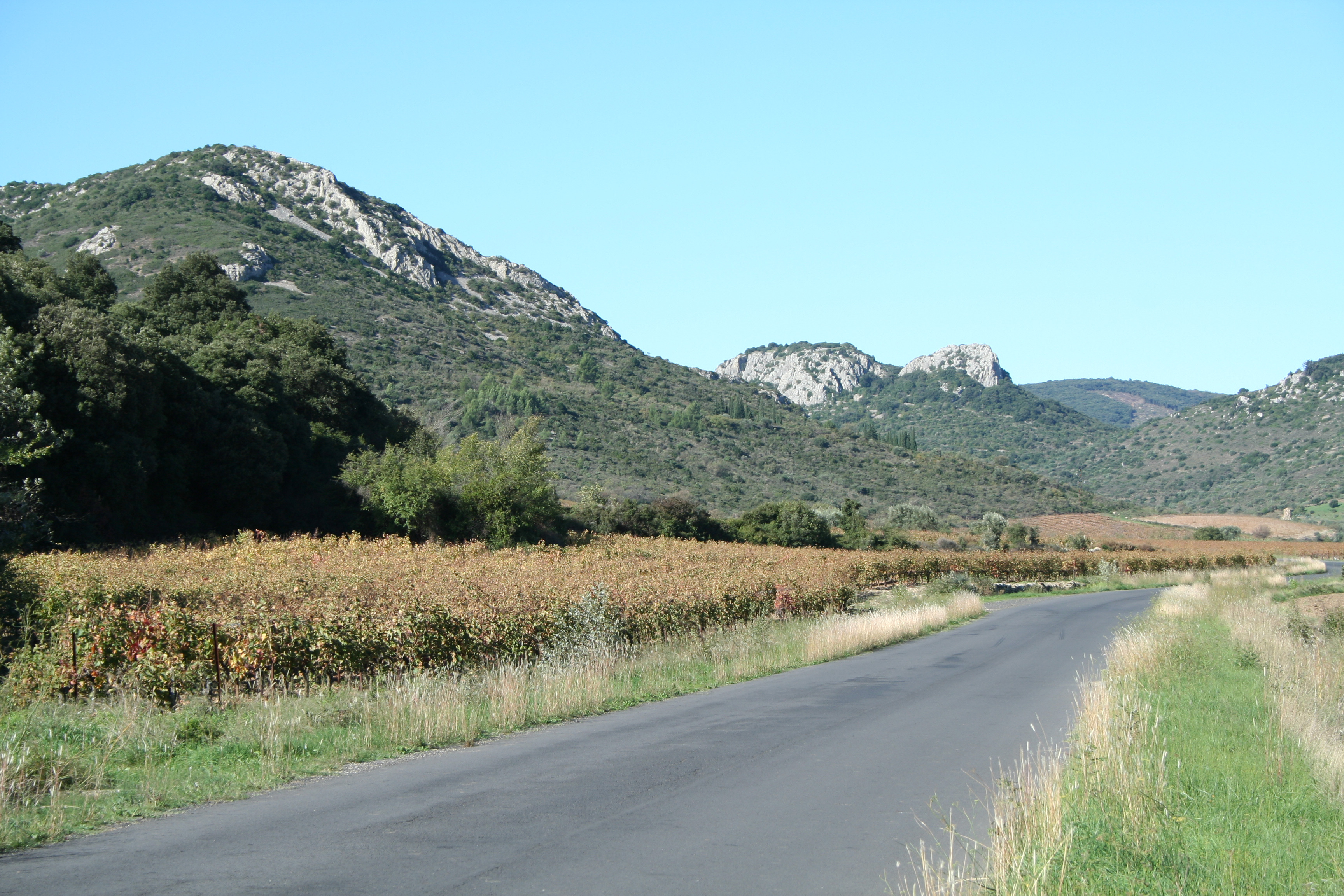
Château de Cabrières

De onderstaande kaart toont de ligging van Cabrières (Hérault) met de belangrijkste infrastructuur en aangrenzende gemeenten.

## Demografie
Onderstaande figuur toont het verloop van het inwonertal (bron: INSEE-tellingen).